# Statue de la divine adoratrice Karomama
Pour les articles homonymes, voir Karomama.
La statue de la divine adoratrice Karomama est une statue en bronze représentant une prêtresse. Elle est datée vers 870 av. J.-C. Elle a été découverte à Karnak et est conservée au musée du Louvre.
D'abord identifiée à l'épouse du pharaon Takélot II par Jean-François Champollion, qui l'avait acquise en 1829, la figurine représenterait en fait une fille d'Osorkon II nommée Karomama Mérytmout.
Le bronze est incrusté d'or et d'argent selon la technique du damasquinage.
Le poète franco-lituanien O.V de L. Milosz lui dédie un poème dans son recueil Les Sept Solitudes (1906).

## Sources
- Gabrielle Bartz et Eberhard König, Le Musée du Louvre, éditions Place des Victoires, Paris, 2005,  (ISBN 3-8331-2089-4), p. 136.
- Notice du Louvre, lire en ligne